# Bertholdia detracta
Bernathonomus detracta là một loài bướm đêm thuộc phân họ Arctiinae, họ Erebidae.